# Łubowo (gromada w powiecie gnieźnieńskim)
Łubowo – dawna gromada, czyli najmniejsza jednostka podziału terytorialnego Polskiej Rzeczypospolitej Ludowej w latach 1954–1972.
Gromady, z gromadzkimi radami narodowymi (GRN) jako organami władzy najniższego stopnia na wsi, funkcjonowały od reformy reorganizującej administrację wiejską przeprowadzonej jesienią 1954 do momentu ich zniesienia z dniem 1 stycznia 1973, tym samym wypierając organizację gminną w latach 1954–1972.
Gromadę Łubowo z siedzibą GRN w Łubowie utworzono – jako jedną z 8759 gromad na obszarze Polski – w powiecie gnieźnieńskim w woj. poznańskim, na mocy uchwały nr 19/54 WRN w Poznaniu z dnia 5 października 1954. W skład jednostki weszły obszary dotychczasowych gromad Łubowo, Rzegnowo i Żydówko, ponadto miejscowość Fałkowo z dotychczasowej gromady Fałkowo oraz miejscowość Myślęcin i parcele 56-57 z kart 5 i 3 obrębu Strychowo z dotychczasowej gromady Strychowo – ze zniesionej gminy Łubowo w tymże powiecie. Dla gromady ustalono 16 członków gromadzkiej rady narodowej.
1 stycznia 1960 do gromady Łubowo włączono obszar zniesionej gromady Wierzyce w tymże powiecie.
1 stycznia 1962 do gromady Łubowo włączono obszar zniesionej gromady Pierzyska (bez miejscowości Pawłowo), miejscowość Owieczki ze znoszonej gromady Komorowo oraz miejscowość Strychowo ze znoszonej gromady Dębnica w tymże powiecie.
4 lipca 1968 do gromady Łubowo włączono obszar zniesionej gromady Lednogóra w tymże powiecie.
Gromada przetrwała do końca 1972 roku, czyli do kolejnej reformy gminnej.  1 stycznia 1973 w powiecie gnieźnieńskim reaktywowano gminę Łubowo.